# 蒙坦维尔 (厄尔-卢瓦省)
蒙坦维尔（法語：Montainville，法語發音：[mɔ̃tɛ̃vil]）是法国厄尔-卢瓦省的一个旧市镇，位于该省中部偏东南，属于沙特尔区。2016年1月1日，蒙坦维尔和相邻的另外3个市镇合并为新市镇莱维拉日沃韦安（Les Villages Vovéens）。

## 地理
蒙坦维尔（48°16'14"N, 1°32'39"E）面积15.35 平方千米，位于法国中央-卢瓦尔河谷大区厄尔-卢瓦省，该省份为法国北部内陆省份，北起顺时针与厄尔省、伊夫林省、埃松省、卢瓦雷省、卢瓦-谢尔省、萨尔特省和奧恩省接壤。
与蒙坦维尔接壤的市镇（或旧市镇、城区）包括：圣尼古拉新城。

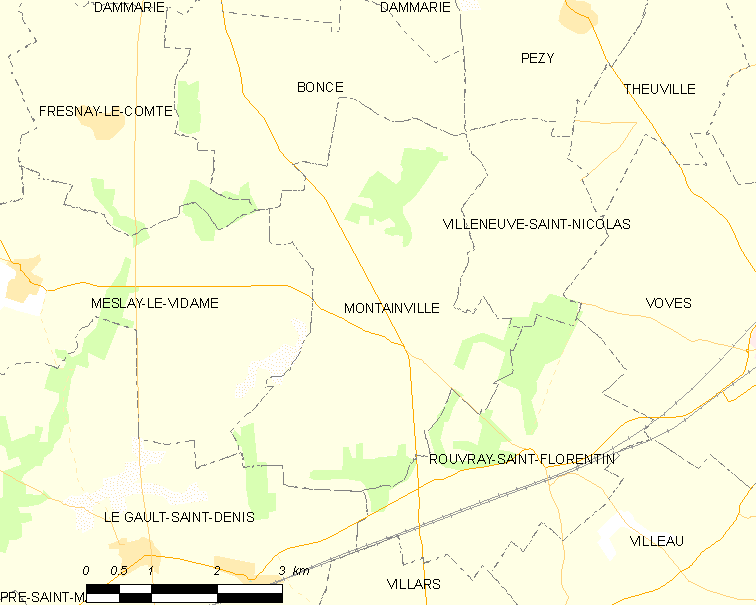
的OSM定位图

蒙坦维尔的时区为UTC+01:00、UTC+02:00（夏令时）。

## 行政
蒙坦维尔的邮政编码为28150，INSEE市镇编码为28258。

## 政治
蒙坦维尔所属的省级选区为莱维拉日沃韦安县。

## 人口

1962-2008年间人口变化图示

蒙坦维尔于2018年1月1日时的人口数量为298人。